# Miner (Missouri)
Pour les articles homonymes, voir Miner.
Miner est une ville des comtés de Mississippi et de Scott, dans le Missouri, aux États-Unis,. Située en limite des deux comtés, elle est incorporée en 1951.

## Démographie
Lors du recensement de 2010, la ville comptait une population de 984 habitants. Elle est estimée, en 2016, à 951 habitants.

### Source de la traduction
- (en) Cet article est partiellement ou en totalité issu de l’article de Wikipédia en anglais intitulé « Miner, Missouri » (voir la liste des auteurs).